# Bitton (Royaume-Uni)
Pour les articles homonymes, voir Bitton.
Bitton est un village et paroisse civile dans le South Gloucestershire, en Angleterre, dans le Grand Bristol (en), sur la Rivière Boyd (en).
The Grange, près de l'église St Mary, a été la maison de Jeanne Seymour, l'une des épouses du roi Henry VIII.